# نهائي كأس رابطة الأندية الإنجليزية المحترفة 2008
نهائي كأس رابطة الأندية الإنجليزية المحترفة 2008 هي المباراة النهائية من منافسة كأس رابطة الأندية الإنجليزية المحترفة 2007–08، أقيمت المباراة في 24 فبراير 2008، في ملعب ويمبلي، بين فريقي تشيلسي، وتوتنهام هوتسبير، وفاز فيها توتنهام هوتسبير، بعد أن هزم تشيلسي، بنتيجة 1 - 2، وكان حكم المباراة مارك هالسي.

## تفاصيل المباراة
لعبت المباراة النهائية في 24 فبراير 2008.
| تشيلسي | 1 -2 | توتنهام هوتسبير |
| ------ | ---- | --------------- |
|        |      |                 |